# 藤圭子
藤 圭子（ふじ けいこ、1951年〈昭和26年〉7月5日 - 2013年〈平成25年〉8月22日）は、日本の演歌歌手・俳優。本名は宇多田 純子（うただ じゅんこ）。
夫は音楽プロデューサーの宇多田照實、娘はシンガーソングライターの宇多田ヒカル。元夫は歌手の前川清。実兄は1970年にデビューし、引退後飲食店などの経営を経て、2022年に復帰した演歌歌手の藤三郎。姪は三郎の長女で、父の活動再開と同時に歌手デビューした。
1960年代末から1970年代初頭にかけ、夜の世界に生きる女の情感を描いた暗く哀切な楽曲（怨歌）をハスキーボイスで歌唱し、その可憐な風貌とのギャップも相まって一世を風靡した。代表曲は「新宿の女」「女のブルース」「圭子の夢は夜ひらく」「京都から博多まで」など。

## 来歴
浪曲師の父・松平国二郎こと阿部壮（つよし）、同じく浪曲師であり曲師でもある母・阿部澄子こと竹山澄子（2010年に死去。享年80）との間に3人きょうだい末子・阿部純子として誕生。生まれたのは父の出身地である岩手県一関市の県立磐井病院で、一家は当時巡業中であった。
一家は純子の誕生まもなく母親の実家がある北海道名寄市へ渡る。道内・東北を中心に祭り・炭鉱・寺の御堂・旧家大広間などの旅回りの巡業をしながら細々と生計を立てていた。仕事のないときは、長女・富美恵に乳飲み子の純子を背負わせ、澄子は三味線を抱え、国二郎は長男・博（のちの歌手・藤三郎）の手を引き風呂敷包みを背負いながら一軒一軒農家をまわって営業した。純子が3歳ころから旭川で暮らす。
小学校に入った後も転校を繰り返した。旭川市立大有小学校の担任は「在学証明書を一度に4～5枚も重ねて提出してきたことにまず驚かされた｣と語る。一家はその日の食事に困るほど困窮していた。旭川市旭町にあった住まいは、畳もなく床が剥き出しで、裸電球一つぶら下がる部屋であった。両親が巡業から戻るのが遅くなり、食費に困った幼い兄弟は納豆や豆腐を売り歩き日銭を稼ぐこともあったという。小学校5年になり客前で初めて歌った（畠山みどり「出世街道」）ところ大反響であったため、その後は休日に両親の巡業に同行。中学3年夏の岩見沢への転居まで続ける。その結果、一家の収入も増え神居に家を建てた。5年生の夏に旭川市立神居小学校に転校。旭川市立神居中学校3年の夏まで過ごす。岩見沢の温泉施設「きらく園」に住み込みの専属の歌手として雇われ、両親と共に岩見沢へ転居。
1967年3月北海道の岩見沢市立栄中学校（1983年閉校）卒業。勉強好きで成績優秀であったが、家計を支えるために高校進学を断念。1967年2月に岩見沢で行われた雪祭り歌謡大会のステージで急きょ代役として出場、北島三郎の「函館の女」を歌った。居合わせた作曲家・八洲秀章がその才能を評価し両親に上京を勧めた。
中学の卒業式の日に両親と上京。西日暮里のアパートに住み八洲秀章のレッスンを受け、歌手・島純子として「ホテル層雲小唄」「島牧音頭」「島牧小唄」「火まつり音頭」などを録音し、北海道出身の八洲氏に連れられ活動した。この時期、蕎麦屋の店員や錦糸町や浅草などで母と流しをして生活した。
その後、作詞家の澤ノ井龍二（石坂まさを）と知り合う。石坂は純子の歌う「星の流れに」「カスバの女」を聴き、ドスの効いた声と人生の哀愁をにじませた退廃的な歌い方に圧倒されスカウト。石坂の自宅に住み込み弟子となりレッスンを受ける。いくつかのレコード会社のオーディションを受けるが全て不合格。石坂はRCAレコードの当時のディレクター榎本襄（現・音楽プロデューサー）を紹介。純子の歌う「星の流れに」「カスバの女」を聴いた榎本襄も同じく圧倒され、他社からデビューが決まっていたところを断って自社からのデビューを強く勧めた。石坂まさをは東芝専属作詞家を辞し「藤プロ」という個人事務所としてスタート。三人でデビュー曲を練り、1969年9月25日、RCAレコードより「新宿の女」でデビュー。
以後、石坂とのタッグでヒット曲を連発。ファーストアルバム「新宿の女」はオリコンチャートで20週連続1位、間を置かずリリースされたセカンドアルバム「女のブルース」も17週連続1位を記録。計37週連続1位という記録を残す。なお、内山田洋とクール・ファイブとの共作「演歌の競演 清と圭子」も含めると計42週連続1位となる。シングルにおいても「女のブルース」は8週連続1位、続く「圭子の夢は夜ひらく」も10週連続1位を記録し、18週連続1位という同一歌手での連続記録を残す。
演歌を歌いながらもアイドル歌手としての人気も集め、青少年に大きな影響力を持っていた週刊少年マガジンなど多数の雑誌の表紙を飾った。またその人気からテレビアニメ『さすらいの太陽』のヒロインのモデルにもなった。
1971年、当時ともに絶頂期であった内山田洋とクール・ファイブのボーカル前川清と結婚するも、大スター同士の結婚生活はすれ違いが重なり、翌1972年に離婚。
1974年、喉のポリープの手術を受けたことで、自身が強みと考えていた声の特徴が失われたと悩むようになり、引退を考え始める。
1975年2月、石坂まさをの澤ノ井音楽事務所から新栄プロダクションに移籍。
1979年10月17日、RCAレコード本社で引退の記者会見を開いた。1979年12月26日、新宿コマ劇場で引退公演を行ったのち、渡米する。
1981年7月29日に帰国。同年8月1日より「藤 圭似子」の芸名でニュージャパンプロダクションに所属し、RCAレコードからCBSソニーに移籍し、第一弾となるシングル「螢火」を発表した。
1982年に、宇多田照實と再婚。以降、照實との間で7回の離婚・再婚を繰り返す。
1983年1月19日、ニューヨークにて、長女・光を出産。当時網膜色素変性症を発症し、視力が徐々に低下していたことから「我が子から光が失われないように」という願いを込め「光」（ひかる）と命名した。その後、光を世界で通用する歌手に育てるため、1990年から照實とともに光を連れて初めて渡米、お金が足りなくなると日本に戻って歌い、お金が貯まるとまた渡米することを繰り返した。その際にはいくつかのテレビ番組にも顔を出しており、複数回出演した『THE夜もヒッパレ』（日本テレビ）では光とのエピソードを交えつつ、当時のヒット曲を歌唱している。光デビュー直前の1997年まではテレビ出演を続けていた。
光は15歳となった1998年に歌手デビューし、これを機に藤も再び注目を浴びた。しかし、光のデビューと入れ替わるように自身は歌手活動を封印、以降ほとんどステージで歌うことはなくなった。
2013年8月22日午前7時ごろ、都内で倒れているのが発見され、搬送先の病院で死亡が確認された。衣服の乱れや争ったような跡がないことなどから、新宿警察署は自死と断定。享年63（62歳没）。照實と光はそれぞれコメントを発表し、藤が1988年ごろから精神疾患を患っていたことを公表した。
葬儀は遺言書に従って執り行わず家族のみの直葬とし、遺灰は海に散骨された。その後、藤の実家の阿部家側によって、ファン有志とともに「しのぶ会」が行われた。

## 年譜
- 1951年7月5日 - 岩手県一関市に生まれる。生まれてすぐに北海道名寄市に移る。3歳のころ、旭川市に引っ越して15歳初めまで生活する[17]。
- 1966年 - 中学3年生の夏、父母とともに旭川を離れ、北海道岩見沢市の温泉保養センター「きらく園」にて三条純子の芸名で専属歌手となる。
- 1967年 - 2月、岩見沢雪まつりのステージにて代役歌手として出場、八洲秀章にその才能を見出される。純子の中学卒業と同時に両親と上京。八洲指導によるレッスンの傍ら、16歳から母親と錦糸町、浅草周辺で流しをするなどして両親の生活を支える。島純子名義で本人作詞による「男の仁義」をソノシート制作。
- 1968年 - 発声のレッスンを受けていた作曲家・上条たけしのもとで東芝音楽工業専属作詞家の澤ノ井龍二（のちの石坂まさを）と出会うも、東芝でのデビューは困難を極めた。純子の才能に賭けた石坂は東芝を退職し、純子は新宿区東大久保の石坂の家に住み込み特訓。日本音楽放送の工藤宏と縁が出来たことから工藤を社長に据え、藤プロダクションを設立。工藤の藤、工藤の妹の名である桂子から純子の芸名は藤圭子と改められる。
- 1969年9月25日 -RCAビクターより「新宿の女」で歌手デビュー。
- 1970年
  - 2月5日 - セカンドシングル「女のブルース」が発売され、オリコンシングルチャートにて3月30日から5月18日まで8週連続首位を記録する。
  - 3月5日 - ファーストアルバム「新宿の女/“演歌の星”藤圭子のすべて｣を発売。同年3月30日から8月10日の計20週に亘りオリコンアルバムチャート連続首位。
  - 4月25日 - サードシングル「圭子の夢は夜ひらく」が発売され、オリコンシングルチャートで5月25日から8月3日まで10週連続首位を獲得。シングル部門で「圭子の夢は夜ひらく｣・「女のブルース」が5月25日、6月1日に1位と2位を独占。
  - 7月5日 - セカンドアルバム「女のブルース」発売。ファーストアルバム「新宿の女」と入れ替わるかたちで8月17日から12月7日まで17週連続首位を達成。
  - 11月9日 - 第1回日本歌謡大賞大賞を受賞。
  - 12月 - 内山田洋とクール・ファイブとの混成アルバム「演歌の競演 清と圭子｣発売。アルバム「女のブルース｣と交替で12月14日から翌1月11日まで5週連続首位となり、圭子のアルバム作品はこの年の3月30日から翌1971年1月11日までの通算42週連続首位を獲得する前人未踏の記録を樹立。また、3月30日から8月3日迄の19週間はシングル・アルバム両チャートにて首位を独占。この記録は、オリコンチャート開始から現在に至るまで、未だ誰にも破られていない[18]。
  - 12月31日 - 第12回日本レコード大賞大衆賞を受賞。NHK紅白歌合戦に初出場。
  - この年に第3回日本レコードセールス大賞および、第3回日本有線大賞優秀スター賞の両方を受賞。
- 1971年 - 前川清と結婚。 前川の地元である長崎県佐世保市俵町教会で挙式。第8回ゴールデン・アロー賞大賞を演歌歌手としては初めて受賞。
- 1972年 - 8月、前川と離婚。離婚会見は12日に赤坂プリンスホテルで行われた。
- 1974年 - 5月、喉のポリープ手術。
- 1979年 - 5月、日本劇場にて「10周年記念リサイタル～圭子のすべて！」を開催。ステージにて前向きな意欲を語ったものの、10月突如「普通の女になりたい」と引退を表明し、アメリカに渡る。
- 1980年 - アメリカ・ニューヨークに滞在。ライターの田家正子と3ヶ月共同生活を営む。またこの時、米国でコーディネーターをしていたミュージシャンの宇多田照實と出会う[19]。当時「コロンビア大学のジャーナリズム科に通う予定だった｣と圭子は田家に話していた[20]。
- 1981年 - 7月帰国。藤圭似子の名で芸能界に復帰。10月、ドラマ『新海峡物語』で主演を務める。同時にシングル「螢火」をリリース。
- 1982年 - 照實と結婚（再婚）。
- 1983年 - 長子・光（宇多田ヒカル）を出産。
- 1984年 - 芸名を藤圭子に戻す。
- 1988年 - このころから照實・光・澄子へ攻撃的な言動が見られるようになる。現実と妄想の区別が曖昧となり、自身の感情や行動のコントロールを失うことも見られるなど精神状態が悪化したと考えられている[21]。照實が通院を薦めるも拒絶。母澄子とも被害妄想による金銭トラブルになるなど家族関係も悪化したとみられる[22]。
- 1993年
  - 照實とともに有限会社ユースリー・ミュージックを資本金300万円で東京都杉並区に設立し、自らも取締役になる。
  - 照實と光の3人で音楽ユニット「U3」を結成してセンチュリーレコードと契約し、アルバム「STAR」を発表。
- 2002年 - 照實・光と別居。ニューヨークを拠点に、気まぐれに世界中を旅する生活を最期まで営む。家族には時々電話をかけていた。
- 2006年 - ニューヨークのケネディ国際空港にて約42万ドル（当時のレートで約4900万円）に上る多額の現金を没収される騒動を起こし、世界各国のカジノなどで5年の間に5億は使ったと述べている[23]。
- 2007年 - 照實と最後の離婚[24]。以降、二度と再婚することはなかったが、照實と絶交することはなく、姓は宇多田のまま、本名は宇多田純子であった。
- 2009年 - 2006年の米空港での42万ドル没収事件について、事件性がないとして全額返還された[25]。
- 2010年 - 11月、母・澄子が肝癌にて80歳で逝去。
- 2013年8月22日 - 逝去。享年62歳。遺言書はこの年のはじめにしたためられていた。また8月14日には、圭子から照實に電話をかけていた。照實は「この時は珍しく明るい口調で、元気そうな純子の声でした。約8分間、世間話を含め、お願いごとを何件か受け、了承し電話を切りました｣と語った。本人の強い遺志により通夜・葬儀はなく、火葬のみ執り行った[26]。

## エピソード
- 圭子の人物像について、光は「とても怖がりのくせに鼻っ柱が強く、正義感にあふれ、笑うことが大好きで、頭の回転が早くて、子供のように衝動的で危うく、おっちょこちょいで放っておけない、誰よりもかわいらしい人でした。悲しい記憶が多いのに、母を思う時心に浮かぶのは、笑っている彼女です｣、照實は「出会った頃から彼女には感情の不安定さが見受けられましたが、心を病んでいるというよりも、類い稀な『気まぐれ』な人としか受け止めていませんでした。僕にとっては十分に対応出来る範囲と捉えていました｣と評している。
- マスコミが『一卵性母娘』と名付けるほど親子仲がよかった。レコード歌手になろうとしたのも、母に楽をさせてあげて、不自由な目を治してあげられるかもしれないからだったという[27]。一方で、デビュー当時のインタビューにて「親なんか、殺してやりたい…」と呟いたこともある[28]。その後、1990年ごろに精神状態悪化からの金銭トラブルになり母とは絶縁状態となった[29]。
- 五木寛之は「1970年のデビューアルバムを聞いたときの衝撃は忘れがたい。これは『演歌』でも、『艶歌』でもなく、まちがいなく『怨歌』だと感じた。」と評している[30]。
- 育ての親である作詞家・石坂まさをに「アメリカ人になりたい」と話しており、デビューしてから間もなく、熱心なファンのハーフの少女と友人になって英語の勉強を始めた[29]。デビュー当時、マネージャーであった成田忠幸は、藤から「いつか、アメリカに行きたい」と聞かされており、藤はアメリカでロックを歌いたいのだろうなと感じたという[29]。1979年に引退する前、八代亜紀は藤から「アメリカに行って、ロックを歌うんだ」と聞かされている[31]。
- 紅白出場に執着があった。1974年は落選を受けてダウンし、母親が医師に往診を頼んだほどである。結局それ以降1週間にわたって仕事をキャンセルしている[32]。
- 娘の光を天才と信じ、知り合いの音楽関係者にことあるごとに光を売り込んでいた。その売り込みは光が9歳のとき、石坂まさをにも行われ、光がいかに天才歌手であるかを力説していた[29]。同じころ、藤がデビュー前に世話になった初代林家三平の妻である海老名香葉子のもとにも訪れ、光の歌を吹き込んだデモテープを聴かせている[29]。
- 他の歌手のヒット曲も幅広くカバーしている。「うそ」をカバーされた中条きよしは「こんなにうまく歌われたらたまんないよ」と作曲者の平尾昌晃に伝えた[33]。
- 大の虫嫌いで虫全部が嫌いだと述べている[34]。光が子供のころ、いたずらで体中にセミの抜け殻をまとって帰宅したところ、それを見た藤が卒倒してしまったという[35]。
- ビートルズ・T・レックス・シャーデーのファン。1993年ごろにはヒップホップに熱中した。ドクター・ドレーの「The Chronicle｣とスヌープ・ドッグの「DOGGY STYLE｣を光とともに愛聴し、ヒップホップのダンス教室でレッスンを受け、「この曲のキックドラムが凄い」「ノリが、グルーヴがどうだ」など語っていたという[36]。
- 沢木耕太郎 が1979年の引退を前に藤圭子にインタビューした著書「流星ひとつ」（2013年）のあとがきで「水晶のように硬質で透明な精神。美しかったのは「容姿」だけではなかった。「心」のこのようにまっすぐな人を私は知らない。まさに火の酒のように、透明な烈しさが清潔に匂っていた」と語った。
- 光が2016年にリリースした楽曲「花束を君に」は実質、彼女への追悼の意味を込めて制作されたものである。タイトルの「君」（歌詞の中では、「愛しい人」）とは、藤圭子本人を指す。

## 音楽

### シングル
| #                                     | 発売日                                | A/B面                                 | タイトル                              | 作詞                                  | 作曲                                  | 編曲                                  | オリコン 最高順位                     | 規格品番                              |
| RCA/日本ビクター→ビクター音楽産業→RVC | RCA/日本ビクター→ビクター音楽産業→RVC | RCA/日本ビクター→ビクター音楽産業→RVC | RCA/日本ビクター→ビクター音楽産業→RVC | RCA/日本ビクター→ビクター音楽産業→RVC | RCA/日本ビクター→ビクター音楽産業→RVC | RCA/日本ビクター→ビクター音楽産業→RVC | RCA/日本ビクター→ビクター音楽産業→RVC | RCA/日本ビクター→ビクター音楽産業→RVC |
| ------------------------------------- | ------------------------------------- | ------------------------------------- | ------------------------------------- | ------------------------------------- | ------------------------------------- | ------------------------------------- | ------------------------------------- | ------------------------------------- |
| 1                                     | 1969年 9月25日                        | A面                                   | 新宿の女                              | 石坂まさを みずの稔                   | 石坂まさを                            | 小谷充                                | 9位                                   | JRT-1037                              |
| 1                                     | 1969年 9月25日                        | B面                                   | 生命ぎりぎり                          | 石坂まさを                            | 石坂まさを                            | 池田孝                                | 9位                                   | JRT-1037                              |
| 2                                     | 1970年 2月5日                         | A面                                   | 女のブルース                          | 石坂まさを                            | 猪俣公章                              | 成田征英                              | 1位                                   | JRT-1057                              |
| 2                                     | 1970年 2月5日                         | B面                                   | あなた任せのブルース                  | 石坂まさを                            | 森川登                                | 池田孝                                | 1位                                   | JRT-1057                              |
| 3                                     | 1970年 4月25日                        | A面                                   | 圭子の夢は夜ひらく                    | 石坂まさを                            | 曽根幸明                              | 原田良一                              | 1位                                   | JRT-1077                              |
| 3                                     | 1970年 4月25日                        | B面                                   | 東京流れもの                          | 石坂まさを                            | 不詳                                  | 原田良一                              | 1位                                   | JRT-1077                              |
| 4                                     | 1970年 7月25日                        | A面                                   | 命預けます                            | 石坂まさを                            | 石坂まさを                            | 曽根幸明                              | 3位                                   | JRT-1097                              |
| 4                                     | 1970年 7月25日                        | B面                                   | ネオン街の女                          | 石坂まさを                            | 石坂まさを                            | 池田孝                                | 3位                                   | JRT-1097                              |
| 5                                     | 1970年 10月25日                       | A面                                   | 女は恋に生きてゆく                    | 石坂まさを                            | 石坂まさを                            | 池田孝                                | 7位                                   | JRT-1117                              |
| 5                                     | 1970年 10月25日                       | B面                                   | 盛り場数え唄                          | 石坂まさを                            | 中村泰士                              | 原田良一                              | 7位                                   | JRT-1117                              |
| 6                                     | 1971年 2月5日                         | A面                                   | さいはての女                          | 石坂まさを                            | 彩木雅夫                              | 池田孝                                | 8位                                   | JRT-1137                              |
| 6                                     | 1971年 2月5日                         | B面                                   | 東京花ものがたり                      | 石坂まさを                            | 石坂まさを                            | 池田孝                                | 8位                                   | JRT-1137                              |
| 7                                     | 1971年 5月5日                         | A面                                   | 恋仁義                                | 石坂まさを                            | 曽根幸明                              | 曽根幸明                              | 21位                                  | JRT-1167                              |
| 7                                     | 1971年 5月5日                         | B面                                   | 涙ひとしずく                          | 石坂まさを                            | 野々卓也                              | 池田孝                                | 21位                                  | JRT-1167                              |
| 8                                     | 1971年 6月5日                         | A面                                   | みちのく小唄                          | 石坂まさを                            | 野々卓也                              | 池田孝                                | 23位                                  | JRT-5                                 |
| 8                                     | 1971年 6月5日                         | B面                                   | 会津磐梯山                            | 不詳                                  | 不詳                                  | 池田孝                                | 23位                                  | JRT-5                                 |
| 9                                     | 1971年 7月5日                         | A面                                   | 愛の巡礼                              | 浅木しゅん                            | 石坂まさを                            | 高田弘                                | 44位                                  | JRT-1177                              |
| 9                                     | 1971年 7月5日                         | B面                                   | 圭子の三度笠                          | 石坂まさを                            | 石坂まさを                            | 池田孝                                | 44位                                  | JRT-1177                              |
| 10                                    | 1971年 10月25日                       | A面                                   | 知らない町で                          | 石坂まさを                            | 曽根幸明                              | 曽根幸明                              | 46位                                  | JRT-1197                              |
| 10                                    | 1971年 10月25日                       | B面                                   | 圭子の網走番外地                      | 石坂まさを                            | 不詳                                  | 池田孝                                | 46位                                  | JRT-1197                              |
| 11                                    | 1972年 1月25日                        | A面                                   | 京都から博多まで                      | 阿久悠                                | 猪俣公章                              | 池田孝                                | 20位                                  | JRT-1207                              |
| 11                                    | 1972年 1月25日                        | B面                                   | 街の子                                | 阿久悠                                | 猪俣公章                              | 竹村次郎                              | 20位                                  | JRT-1207                              |
| 12                                    | 1972年 5月25日                        | A面                                   | 別れの旅                              | 阿久悠                                | 猪俣公章                              | 池田孝                                | 14位                                  | JRT-1237                              |
| 12                                    | 1972年 5月25日                        | B面                                   | 哀別                                  | 石坂まさを                            | 中村泰士                              | 馬飼野俊一                            | 14位                                  | JRT-1237                              |
| 13                                    | 1972年 9月25日                        | A面                                   | 花は流れて                            | 石坂まさを                            | 鈴木邦彦                              | 池田孝                                | 19位                                  | JRT-1257                              |
| 13                                    | 1972年 9月25日                        | B面                                   | 遊侠の人                              | 石坂まさを                            | 鈴木邦彦                              | 池田孝                                | 19位                                  | JRT-1257                              |
| 14                                    | 1972年 12月5日                        | A面                                   | 悲しみの町                            | 石坂まさを                            | 浜圭介                                | 竜崎孝路                              |                                       | JRT-1267                              |
| 14                                    | 1972年 12月5日                        | B面                                   | 白い坂道が見える窓                    | 石坂まさを                            | 野々卓也                              | 竜崎孝路                              |                                       | JRT-1267                              |
| 15                                    | 1973年 3月25日                        | A面                                   | 明日から私は                          | 山上路夫                              | 鈴木邦彦                              | 鈴木邦彦                              | 21位                                  | JRT-1277                              |
| 15                                    | 1973年 3月25日                        | B面                                   | 別れ道                                | 石坂まさを                            | 鈴木邦彦                              | 鈴木邦彦                              | 21位                                  | JRT-1277                              |
| 16                                    | 1973年 7月25日                        | A面                                   | 花小唄                                | 石坂まさを                            | 野々卓也                              | 池多孝春                              |                                       | JRT-18                                |
| 16                                    | 1973年 7月25日                        | B面                                   | 新東京小唄                            | 神坂薫                                | 野々卓也                              | 池多孝春                              |                                       | JRT-18                                |
| 17                                    | 1973年 8月25日                        | A面                                   | 遍歴                                  | 石坂まさを                            | 曽根幸明                              | 池多孝春                              | 50位                                  | JRT-1297                              |
| 17                                    | 1973年 8月25日                        | B面                                   | 愛の孤独                              | 石坂まさを                            | たつみりょう                          | 馬飼野俊一                            | 50位                                  | JRT-1297                              |
| 18                                    | 1973年 11月5日                        | A面                                   | 恋の雪割草                            | 山口洋子                              | 猪俣公章                              | 竹村次郎                              | 41位                                  | JRT-1327                              |
| 18                                    | 1973年 11月5日                        | B面                                   | 御用牙                                | 石坂まさを                            | 曽根幸明                              | 曽根幸明                              | 41位                                  | JRT-1327                              |
| 19                                    | 1974年 4月5日                         | A面                                   | 京都ブルース                          | なかにし礼                            | 馬飼野康二                            | 馬飼野康二                            |                                       | JRT-1337                              |
| 19                                    | 1974年 4月5日                         | B面                                   | 女の人生                              | なかにし礼                            | 馬飼野康二                            | 馬飼野康二                            |                                       | JRT-1337                              |
| 20                                    | 1974年 6月5日                         | A面                                   | 火の国小唄                            | 石坂まさを                            | 野々卓也                              | 池多孝春                              | JRT-21                                |                                       |
| 20                                    | 1974年 6月5日                         | B面                                   | 萩の女                                | はぞのなな                            | 森山慎也                              | 竜崎孝路                              | JRT-21                                |                                       |
| 21                                    | 1974年 7月5日                         | A面                                   | 私は京都へ帰ります                    | 山口洋子                              | 猪俣公章                              | 池多孝春                              | JRT-1357                              |                                       |
| 21                                    | 1974年 7月5日                         | B面                                   | 雨の仙台                              | 石坂まさを                            | たつみりょう                          | 馬飼野俊一                            | JRT-1357                              |                                       |
| 22                                    | 1974年 9月5日                         | A面                                   | 命火                                  | 石坂まさを                            | 石坂まさを                            | 小杉仁三                              | 34位                                  | JRT-1377                              |
| 22                                    | 1974年 9月5日                         | B面                                   | 夜のブルース                          | 石坂まさを                            | 石坂まさを                            | 原田良一                              | 34位                                  | JRT-1377                              |
| 23                                    | 1975年 1月25日                        | A面                                   | あなたの噂                            | 山口洋子                              | 猪俣公章                              | 竹村次郎                              |                                       | JRT-1397                              |
| 23                                    | 1975年 1月25日                        | B面                                   | 銀座のお恵ちゃん                      | 石坂まさを                            | 三条ひろし                            | 長作幸男                              |                                       | JRT-1397                              |
| 24                                    | 1975年 4月25日                        | A面                                   | 生きてるだけの女                      | 浜岡幸                                | 賀川幸生                              | 小山恭弘                              | JRT-1417                              |                                       |
| 24                                    | 1975年 4月25日                        | B面                                   | さすらい花                            | 石坂まさを                            | 岡千秋                                | 小谷充                                | JRT-1417                              |                                       |
| 25                                    | 1975年 9月25日                        | A面                                   | さすらい                              | よしかわかおり                        | 遠藤実                                | 斉藤恒夫                              | JRT-1447                              |                                       |
| 25                                    | 1975年 9月25日                        | B面                                   | 風子二十四不幸せ                      | 島田幸一                              | 遠藤実                                | 斉藤恒夫                              | JRT-1447                              |                                       |
| 26                                    | 1975年 11月5日                        | A面                                   | はしご酒                              | はぞのなな                            | 赤坂通                                | 小山恭弘                              | 43位                                  | JRT-1457                              |
| 26                                    | 1975年 11月5日                        | B面                                   | 裏町流し唄                            | 石坂まさを                            | 岡千秋                                | 佐藤まさと                            | 43位                                  | JRT-1457                              |
| 27                                    | 1976年 4月25日                        | A面                                   | 女だから                              | 小谷夏                                | 中村泰士                              | 馬飼野俊一                            |                                       | RVS-1007                              |
| 27                                    | 1976年 4月25日                        | B面                                   | あなたはもう他人                      | 小谷夏                                | 中村泰士                              | 馬飼野俊一                            |                                       | RVS-1007                              |
| 28                                    | 1976年 8月25日                        | A面                                   | 聞いて下さい私の人生                  | 六本木哲                              | 六本木哲                              | 池多孝春                              | RVS-1027                              |                                       |
| 28                                    | 1976年 8月25日                        | B面                                   | 薄化粧                                | 石坂まさを                            | 若林いさむ                            | 竜崎孝路                              | RVS-1027                              |                                       |
| 29                                    | 1977年 2月5日                         | A面                                   | 哀愁酒場                              | 石坂まさを                            | 平尾昌晃                              | 竜崎孝路                              | RVS-1047                              |                                       |
| 29                                    | 1977年 2月5日                         | B面                                   | あなたへの未練                        | 山田孝雄                              | 平尾昌晃                              | 竜崎孝路                              | RVS-1047                              |                                       |
| 30                                    | 1977年 6月25日                        | A面                                   | 貴方ひとすじ                          | 石坂まさを                            | 若林いさむ                            | 池多孝春                              | RVS-1077                              |                                       |
| 30                                    | 1977年 6月25日                        | B面                                   | 新宿エレジー                          | 石坂まさを                            | 上條たけし                            | 池多孝春                              | RVS-1077                              |                                       |
| 31                                    | 1977年 11月5日                        | A面                                   | 面影平野                              | 阿木燿子                              | 宇崎竜童                              | 馬飼野俊一                            | RVS-1107                              |                                       |
| 31                                    | 1977年 11月5日                        | B面                                   | 圭子のドンデン節                      | 阿木燿子                              | 宇崎竜童                              | 馬飼野俊一                            | RVS-1107                              |                                       |
| 32                                    | 1978年 5月                            | A面                                   | 銀座流れ唄                            | 阿木燿子                              | 宇崎竜童                              | 大村雅朗                              | RVS-1127                              |                                       |
| 32                                    | 1978年 5月                            | B面                                   | 猫と女                                | 阿木燿子                              | 宇崎竜童                              | 大村雅朗                              | RVS-1127                              |                                       |
| 33                                    | 1978年 10月                           | A面                                   | 酔い酔い酒場                          | 阿木燿子                              | 宇崎竜童                              | 小山恭弘                              | RVS-1148                              |                                       |
| 33                                    | 1978年 10月                           | B面                                   | 女文字                                | 阿木燿子                              | 宇崎竜童                              | 小山恭弘                              | RVS-1148                              |                                       |
| 34                                    | 1979年 3月                            | A面                                   | 北の港町                              | 遠藤実                                | 遠藤実                                | 斉藤恒夫                              | RVS-1167                              |                                       |
| 34                                    | 1979年 3月                            | B面                                   | わくらばの宿                          | 一条貴之                              | 岡千秋                                | 池多孝春                              | RVS-1167                              |                                       |
| 35                                    | 1979年 9月21日                        | A面                                   | 可愛い女                              | 中山大三郎                            | 船村徹                                | 栗田俊夫                              | RVS-1197                              |                                       |
| 35                                    | 1979年 9月21日                        | B面                                   | 赤ちょうちんブルース                  | 中山大三郎                            | 船村徹                                | 栗田俊夫                              | RVS-1197                              |                                       |
| CBS・ソニー                           |                                       |                                       |                                       |                                       |                                       |                                       |                                       |                                       |
| 36                                    | 1981年 10月1日                        | A面                                   | 螢火                                  | 阿木燿子                              | 三島大輔                              | 若草恵                                |                                       | 07SH-1057                             |
| 36                                    | 1981年 10月1日                        | B面                                   | 恋狂い                                | 一文字まこと                          | 森川範一                              | 若草恵                                |                                       | 07SH-1057                             |
| ロリーポップ                          |                                       |                                       |                                       |                                       |                                       |                                       |                                       |                                       |
| 37                                    | 1984年 7月                            | A面                                   | あいつが悪い                          | 伊藤アキラ                            | 浜圭介                                | 桜庭伸幸                              |                                       | a-15267                               |
| 37                                    | 1984年 7月                            | B面                                   | （カラオケ）                          | -                                     | 浜圭介                                | 桜庭伸幸                              |                                       | a-15267                               |
| リバスター                            |                                       |                                       |                                       |                                       |                                       |                                       |                                       |                                       |
| 38                                    | 1984年 10月                           | A面                                   | 蝶よ花よと                            | 鳥井実                                | 西谷翔                                | 池多孝春                              |                                       | 7RC-0037                              |
| 38                                    | 1984年 10月                           | B面                                   | 酒の駅                                | 荒川利夫                              | 立木達也                              | 南郷達也                              |                                       | 7RC-0037                              |
| ポリドール                            |                                       |                                       |                                       |                                       |                                       |                                       |                                       |                                       |
| 39                                    | 1986年 6月25日                        | A面                                   | 東京迷路                              | 浅木しゅん                            | 杉本真人                              | 松井忠重                              |                                       | 7DX-1436                              |
| 39                                    | 1986年 6月25日                        | B面                                   | （カラオケ）                          | -                                     | 杉本真人                              | 松井忠重                              |                                       | 7DX-1436                              |
| 40                                    | 1987年 2月25日                        | A面                                   | 新宿挽歌                              | なかにし礼                            | 船村徹                                | 丸山雅仁                              | 7DX-1471                              |                                       |
| 40                                    | 1987年 2月25日                        | B面                                   | 北国流れ旅                            | 八坂こうじ                            | 武田芳美                              | 斉藤恒夫                              | 7DX-1471                              |                                       |
| 41                                    | 1988年 3月25日                        | A面                                   | 旅路                                  | 星野哲郎                              | 北原じゅん                            | 馬場良                                | 7DX-1547                              |                                       |
| 41                                    | 1988年 3月25日                        | B面                                   | 群馬慕色                              | 星野哲郎                              | 北原じゅん                            | 馬場良                                | 7DX-1547                              |                                       |
| 42                                    | 1989年 2月25日                        | A面                                   | 新地の雨                              | 桂三枝                                | 美波有                                | 桜庭伸幸                              | 7DX-1591 (EP) H10P-40012 (CD)         |                                       |
| 42                                    | 1989年 2月25日                        | B面                                   | 浪花の女                              | 藤田まさたか                          | 美波有                                | 桜庭伸幸                              | 7DX-1591 (EP) H10P-40012 (CD)         |                                       |
| センチュリーレコード                  |                                       |                                       |                                       |                                       |                                       |                                       |                                       |                                       |
| 43                                    | 1994年 4月21日                        | 01                                    | 酒に酔うほど                          | Ra U                                  | Ra U Sking U                          | 平岩嘉信                              |                                       | CEDC-10390                            |
| 43                                    | 1994年 4月21日                        | 02                                    | 婚約解消                              | Ra U                                  | Ra U                                  | 平岩嘉信                              |                                       | CEDC-10390                            |
| 日本クラウン                          |                                       |                                       |                                       |                                       |                                       |                                       |                                       |                                       |
| 44                                    | 1996年 8月21日                        | 01                                    | 天国                                  | 荒木とよひさ                          | 三木たかし                            | 若草恵                                |                                       | CRDN-341                              |
| 44                                    | 1996年 8月21日                        | 02                                    | 献身                                  | 荒木とよひさ                          | 三木たかし                            | 若草恵                                |                                       | CRDN-341                              |
| 45                                    | 1996年 9月25日                        | 01                                    | 冷たい月                              | Ra U & Sking U                        | Ra U & Sking U                        | 宮川彬良                              | CRDN-347                              |                                       |
| 45                                    | 1996年 9月25日                        | 02                                    | ゴールデン・エラ                      | Ra U & Sking U                        | Ra U & Sking U                        | 宮川彬良                              | CRDN-347                              |                                       |
| 46                                    | 1996年 10月23日                       | 01                                    | 千年のかがり火                        | 曲保                                  | 曽根幸明                              | 曽根幸明                              | CRDN-2011                             |                                       |
| 46                                    | 1996年 10月23日                       | 02                                    | MY FRIENDS                            | 曲保                                  | 曽根幸明                              | 曽根幸明                              | CRDN-2011                             |                                       |
| 47                                    | 1997年 10月22日                       | 01                                    | 男と女                                | Ra U                                  | Ra U Sking U                          | Como-Lee                              | CRDN-511                              |                                       |
| 47                                    | 1997年 10月22日                       | 02                                    | 抱いて…                               | Ra U                                  | Ra U Sking U                          | Como-Lee                              | CRDN-511                              |                                       |
| スバック                              |                                       |                                       |                                       |                                       |                                       |                                       |                                       |                                       |
| 48                                    | 2014年 2月13日                        | 01                                    | 母子舟                                | 石坂まさを                            | 平尾昌晃                              | 竜崎孝路                              |                                       | SVCA-241                              |
| 48                                    | 2014年 2月13日                        | 02                                    | 恋して母は                            | 石坂まさを                            | 平尾昌晃                              | 竜崎孝路                              |                                       | SVCA-241                              |

### アルバム

#### オリジナル・アルバム
| 発売日             | 規格 | 規格品番  | アルバム                          |
| RCA                | RCA  | RCA       | RCA                               |
| ------------------ | ---- | --------- | --------------------------------- |
| 1970年3月5日       | LP   | JRS-7067  | 新宿の女/“演歌の星”藤圭子のすべて |
| 1970年7月5日       | LP   | JRS-7087  | 女のブルース                      |
| 1971年3月5日       | LP   | JRS-7117  | さいはての女                      |
| 1971年7月5日       | LP   | JRS-7137  | 圭子の人生劇場                    |
| 1971年12月25日     | LP   | JRS-7174  | 圭子のわらべ唄                    |
| 1971年12月25日     | LP   | JRS-7177  | 知らない町で                      |
| 1972年6月25日      | LP   | JRS-7194  | 別れの旅                          |
| 1972年12月5日      | LP   | JRS-7221  | 遠くへ行きたい/「演歌の旅」       |
| 1973年2月25日      | LP   | JRS-7237  | 悲しみの町                        |
| 1973年6月          | LP   | JRS-7251  | 演歌の旅 緋牡丹博徒               |
| 1973年9月          | LP   | JRS-7277  | 遍歴/明日から私は                 |
| 1974年2月          | LP   | JRX-14    | 女のブルース/藤圭子ブルースを唄う |
| 1974年4月          | LP   | JRS-7303  | 京都ブルース                      |
| 1974年7月          | LP   | JRS-7321  | 夜とあなたが                      |
| 1974年9月          | LP   | JRS-7327  | 圭子のにっぽんひとりあるき        |
| 1974年10月         | LP   | JRX-16    | 藤圭子演歌の世界                  |
| 1974年10月         | LP   | JRS-7328  | 命火                              |
| 1975年3月          | LP   | JRS-7347  | あなたの噂                        |
| 1975年6月          | LP   | JRS-7356  | 生きてるだけの女                  |
| 1976年6月          | LP   | RVH-7017  | 女だから                          |
| 1976年12月         | LP   | RVL-7081  | 南国土佐を後にして                |
| 1976年12月         | LP   | RVL-7082  | 明治一代女                        |
| 1976年12月         | LP   | R4J-7037  | 緋牡丹博徒                        |
| 1976年12月         | LP   | RVL-7084  | 霧の摩周湖                        |
| 1976年12月         | LP   | RVL-7085  | 女の意地                          |
| 1976年12月         | LP   | RVL-7086  | 黒い花びら                        |
| 1977年4月          | LP   | RVL-7020  | 哀愁酒場                          |
| 1977年7月          | LP   | RVL-7024  | 貴方ひとすじ                      |
| 1977年12月5日      | LP   | RVL-7041  | 面影平野                          |
| CBS・ソニー        |      |           |                                   |
| 1981年11月         | LP   | 28AH-1374 | 螢火-右・左-                      |
| リバスターレコード |      |           |                                   |
| 1984年11月         | LP   | 28RL-0012 | 蝶よ花よと                        |

#### ライブ・アルバム
| 発売日        | 規格 | 規格品番    | アルバム                                                                                    |
| RCA           | RCA  | RCA         | RCA                                                                                         |
| ------------- | ---- | ----------- | ------------------------------------------------------------------------------------------- |
| 1970年12月5日 | LP   | JRS-9039/40 | 歌いつがれて25年 藤圭子演歌を歌う ※ 1970年10月23日 渋谷公会堂ライブ ※ オリコン2位獲得       |
| 1971年10月5日 | LP   | JRS-7157    | 藤圭子リサイタル ※ 1971年7月5日 サンケイホール ライブ                                       |
|               | LP   | JRD-3014    | 圭子の網走番外地/藤圭子のミニ・リサイタル                                                   |
| 1972年5月25日 | LP   | R4J-7010    | 藤圭子オン・ステージ ※ 1970年発売の渋谷公会堂ライブの一部を4チャンネルステレオ化            |
| 1976年11月5日 | LP   | RVL-2001/2  | 聞いて下さい私の人生/デビュー七周年記念 藤圭子リサイタル ※ 1976年9月24日 新宿コマ劇場ライブ |
| 1978年5月     | LP   | RVL-7045    | ビッグ・ショー演歌・浪曲・おんなの涙 ※ 1978年2月26日『NHKビック・ショー』ライブ             |
| 1980年2月21日 | LP   | RVL-2079    | さよなら藤圭子 ※ 1979年12月26日 新宿コマ劇場 さよなら公演ライブ                             |

#### ベスト・アルバム
| 発売日         | レーベル           | 規格 | 規格品番    | アルバム                                                    |
| -------------- | ------------------ | ---- | ----------- | ----------------------------------------------------------- |
| 1973年         | RCA                | LP   | JRX-10      | オリジナル・ゴールデン・ヒット曲集                          |
|                | RCA                | LP   | RHL-3007    | ベスト28                                                    |
| 1974年         | RCA                | LP   | JRX-32      | ゴールデン・ヒット・デラックス                              |
| 1976年         | RCA                | LP   | RVL-7055    | 藤圭子≪第1集≫                                               |
| 1976年         | RCA                | LP   | RVL-10002   | ゴールデン・ヒット・デラックス16                            |
| 1976年         | RCA                | LP   | RVL-10029   | スター・ベスト・ヒット・エッセンス                          |
| 1977年         | RCA                | LP   | RVL-2019/20 | 藤圭子スペシャル                                            |
|                | RCA                | LP   | JRS-9095/6  | 豪華版 藤圭子 第1集                                         |
|                | RCA                | LP   | JRS-9237/8  | 藤圭子大全集 ダブル・デラックス                             |
|                | RCA                | LP   | JRX-8021/2  | ビッグヒット20                                              |
| 1978年         | RCA                | LP   | RVL-10026   | マイ・セレクション 藤圭子※ 藤が自ら選曲したベストアルバム。 |
| 1980年         | RCA                | LP   | RHL-3007    | スーパー・ツイン藤圭子                                      |
| 1999年5月21日  | BMG JAPAN          | CD   | BVCK-37032  | 圭子の夢は夜ひらく 藤圭子 HIT COLLECTION                    |
| 1999年5月21日  | BMG JAPAN          | CD   | BVCK-37033  | 藤圭子 POPS COLLECTION                                      |
| 1999年10月21日 | BMG JAPAN          | CD   | BVCK-37046  | 藤圭子 伝説の名曲                                           |
| 2005年10月26日 | Sony Music Direct  | CD   | BVCK-38110  | GOLDEN☆BEST 藤圭子                                          |
| 2005年12月11日 | エー・アール・シー | CD   | ASB-1027    | スーパーベスト                                              |
| 2010年12月8日  | GT music           | CD   | MHCL-1825   | GOLDEN☆BEST 藤圭子 ヒット&カバーコレクション 艶歌と縁歌     |
| 2012年9月1日   | CSレコード         | CD   | DQCL-2101   | 藤圭子 ベスト・ヒット                                       |
| 2012年9月1日   | CSレコード         | CD   | DQCL-6001   | 藤圭子 スーパー・ヒット                                     |
| 2012年11月1日  | CSレコード         | CD   | DQCL-2112   | 藤圭子 ベスト・ヒット 昭和歌謡を歌う                        |
| 2012年11月1日  | CSレコード         | CD   | DQCL-6012   | 藤圭子 スーパー・ヒット 昭和歌謡を歌う                      |
| 2013年9月30日  |                    | CD   | NCCR-130930 | 宇多田純子さん安らかに                                      |

#### 企画アルバム
| 発売日         | レーベル     | 規格 | 規格品番   | アルバム |
| -------------- | ------------ | ---- | ---------- | --- |
| 1970年12月     | RCA          | LP   | JRS-7100   | 演歌の競演 清と圭子 ※ 前川清と藤圭子の代表曲を片面ずつ収録したアルバム。 |
| 1978年12月20日 | RCA          | LP   | RVL-7207   | 歌謡劇場 - 第一幕：「歌謡浪曲」 - 第二幕：NHK-FM「歌謡ドラマ/圭子の夢は夜ひらく」 で構成されたアルバム。 |
| 1979年5月      | RCA          | LP   | RVL-7220   | 10周年記念 涙唱！藤圭子 船村徹・遠藤実作品集 |
| 1973年12月5日  | RCA          | LP   | JRS-9221/8 | 演歌全集8枚組 - 『故郷/艶姿』 - 『任侠/港灯』 - 『憂愁/恋心』 - 『巷歌/出発』 と分冊でも発売 |
| 1993年9月17日  | センチュリー | CD   | CECC-10307 | STAR ※ 「U3」（RA U（藤圭子）、SKING U（宇多田照實）、H。IKASO U（宇多田ヒカル）らが1990年に家族3人で結成した音楽ユニット）で発表したアルバム。 |
| 2000年12月20日 | BMG JAPAN    | CD   | BVCK-37085 | 聞いて下さい私の人生〜藤圭子コレクション（通販限定・6枚組CD-BOX） - 『シングル・コレクション1』 - 『シングル・コレクション2』 - 『ブルース』 - 『怨歌・任侠・さすらい』 - 『昭和の名曲』 - 『リサイタル』 合計101曲収録。 |
| 2005年9月21日  | BMG JAPAN    | CD   |            | 藤圭子 コンプリート・シングル・コレクション 〜15年の輝石〜（通販限定・6枚組CD-BOX） - 『シングル・コレクション1969～1971』 - 『〃1971～1973』 - 『〃1974～1976』 - 『〃1976～1984』 - 『任侠・股旅＆80'S歌謡』 - 『大正～昭和名曲集』 - RCA時代のシングル盤A面B面全曲他 合計109曲収録。 |
| 2010年11月1日  | CSレコード   | CD   | DYCL-1695  | 藤圭子 艶・怨・演歌（通販限定・5枚組CD-BOX） - 『オリジナルを歌う』 - 『男の情を歌う』 - 『女心を歌う』 - 『人生・昭和を歌う』 - 『ふるさと・叙情を歌う』 の五つのテーマで構成されている。 自身のヒット曲22曲に加え、男性歌手の曲や抒情歌などカバー曲を86曲、合計108曲収録。 |
| 2016年10月19日 | Sony Music   | CD   |            | 藤圭子劇場（通販限定・6枚組CD-BOX） - 『歌いつがれて25年 藤圭子演歌を歌う』 - 『藤圭子リサイタル』 - 『聞いて下さい私の人生』 - 『さよなら藤圭子-1』 - 『さよなら藤圭子-2』（同タイトルLPのリマスタリング） - 『ディレクターズ・セレクション』（榎本襄選曲によるスタジオ録音8曲） 合計110曲を収録。 付録の小冊子には、デビューから引退までの10年間担当だった元RCAディレクター榎本襄のインタビューも掲載。 |
| 2016年11月15日 | CSレコード   | CD   | DYCL-3291  | 藤圭子劇場（通販限定・6枚組CD-BOX） - 『歌いつがれて25年 藤圭子演歌を歌う』 - 『藤圭子リサイタル』 - 『聞いて下さい私の人生』 - 『さよなら藤圭子-1』 - 『さよなら藤圭子-2』（同タイトルLPのリマスタリング） - 『ディレクターズ・セレクション』（榎本襄選曲によるスタジオ録音8曲） 合計110曲を収録。 付録の小冊子には、デビューから引退までの10年間担当だった元RCAディレクター榎本襄のインタビューも掲載。 |

## CMソング
- 村岡食品工業 「ごんじり」
- 東鶴酒造[注 12] 「灘酒東鶴」（酔い酔い酒場）
- 白鶴酒造 「清酒白鶴」（冷たい月-泣かないで）

## NHK紅白歌合戦出場歴
| 年度/放送回               | 回 | 曲目               | 出演順 | 対戦相手       | 備考                                                                      |
| ------------------------- | -- | ------------------ | ------ | -------------- | ------------------------------------------------------------------------- |
| 1970年（昭和45年）/第21回 | 初 | 圭子の夢は夜ひらく | 13/24  | 西郷輝彦       |                                                                           |
| 1971年（昭和46年）/第22回 | 2  | みちのく小唄       | 09/25  | 舟木一夫       | 内山田洋とクール・ファイブのメインボーカル代理として 『港の別れ唄』も歌唱 |
| 1972年（昭和47年）/第23回 | 3  | 京都から博多まで   | 13/23  | 美川憲一       |                                                                           |
| 1975年（昭和50年）/第26回 | 4  | さすらい           | 03/24  | 堺正章         |                                                                           |
| 1976年（昭和51年）/第27回 | 5  | はしご酒           | 15/24  | 殿さまキングス |                                                                           |

（注意点）
- 対戦相手の歌手名の（ ）内の数字はその歌手との対戦回数、備考のトリ等の次にある（ ）はトリ等を務めた回数を表す。
- 曲名の後の（○回目）は紅白で披露された回数を表す。
- 出演順は「（出演順）／（出場者数）」で表す。

## 主な出演作

### 映画
- 盛り場流し唄　新宿の女（1970年、日活）
- ずべ公番長 夢は夜ひらく（1970年、東映）
- 涙の流し唄 命預けます（1970年、松竹）
- 女子学園 ヤバい卒業（1970年、日活）
- 藤圭子 わが歌のある限り（1971年、松竹）

### 舞台
- 身毒丸 (舞台作品)（1995年） - 劇中歌「藁人形」「エピローグ」を歌唱

### テレビ番組
- 圭子の演歌の星 （1970年10月14日～、NTV）
- 私は現在（いま）を歌う 〜藤圭子 6月の風景〜 （1970年、東京12チャンネル） 藤圭子のドキュメンタリー　2011年にDVD化されている
- 涙の河をふり返れ～艶歌より（1971年 YTV）
- 十手野郎捕物控 第3話（1971年　TBS）
- ご存じ金さん捕物帳 第16話「芝居のいのち火」（1974年、NET）
- ふりむくな鶴吉 第16話「寒椿」（1975年、NHK）
- 非情のライセンス 第2シリーズ 第41話「生きてるだけの兇悪」（1975年、NET） - 小倉涼子 役
- 土曜ドラマ サスペンスシリーズ 「閃光の遺産」（1977年、NHK総合）
- 標的（1979年、KTV）
- 新・海峡物語（1981年、テレビ朝日）
- 日曜笑劇場「サブシロのTHE・ハタラケ興業」（ABC）

## 書籍
| タイトル                              | 著者           | 出版年月       | 出版社           | 備考                                                                                            |
| ------------------------------------- | -------------- | -------------- | ---------------- | ----------------------------------------------------------------------------------------------- |
| 演歌の星 藤圭子物語                   | 藤圭子         | 1971年7月10日  | ルック社         | 絶版                                                                                            |
| 宇多田ヒカル 母娘物語                 | 石坂まさを     | 1999年11月1日  | ゴマブックス     | 絶版                                                                                            |
| きずな 藤圭子と私                     | 石坂まさを     | 2013年10月10日 | 文藝春秋         | 1999年刊行『きずな』の再発売 現在は電子版が入手可能                                             |
| 流星ひとつ                            | 沢木耕太郎     | 2013年10月11日 | 新潮社           |                                                                                                 |
| 藤圭子 追悼 夜ひらく夢の終わりに      | 編集：阿部晴政 | 2013年10月29日 | 河出書房新社     | KAWADE夢ムック 文藝別冊 総特集 藤圭子                                                           |
| 悲しき歌姫 藤圭子と宇多田ヒカルの宿痾 | 大下英治       | 2013年11月1日  | イースト・プレス |                                                                                                 |
| 怨歌の誕生                            | 五木寛之       | 2013年12月12日 | 双葉社           | 表題作は1970年6月7日付毎日新聞日曜版エッセイ 『艶歌と援歌と怨歌』に加筆。現在は電子版が入手可能 |

## 漫画
- 涙にさようなら　藤圭子物語（風間宏子作、集英社『りぼん』1970年11月号）[38]

## アニメ
- さすらいの太陽 - 藤圭子がモデル（1971年4月8日 - 1971年9月30日、フジテレビ）